# Múr
Múr — дебютный студийный альбом исландской метал-группы Múr, выполненный в жанрах постметала и прогрессивного метала. Выпуск состоялся 22 ноября 2024 года на лейбле Century Media.

## История создания
Будущие члены группы Múr Кари Харальдссоном и двумя гитаристами, — Хильмиром и Йоуном, — с которыми Кари знаком ещё со школы. Вместе они играли кавер-версии любимых песен в гараже. Позже ребята поступили в музыкальную школу, где изучали джазовую музыку. Там они познакомились с будущими членами группы — барабанщиком Аудни Бальдвинссоном и басистом Иваром Клёйсеном. Артисты организовали Múr в 2021 году участвовали в соревновании метал-групп Wacken Metal Battle, где заняли первое место в Исландии и четвёртое на международном этапе.
Альбом, получивший название Múr, выполнен в жанрах постметала и прогрессивного метала. Выпуск состоялся 22 ноября 2024 года лейблом Century Media.

## Восприятие
| Оценки критиков | Оценки критиков |
| Источник        | Оценка          |
| --------------- | --------------- |
| Blabbermouth    | 8/10            |

Журналист из издания Metal.de Маркус Эндрес назвал альбом сильным. Ему понравилась музыкальность, изощрённость и различные настроения музыки Múr. Последний аспект он особенно выделил в песне «Heimsslit» и назвал её «самой необычной» в альбоме. Рецензент Blabbermouth Дэвид Гелке отметил, что группа пока не нашла свой узнаваемый стиль, но надеется, что музыканты найдут своё звучание в будущем.